# Unione Calcio Sampdoria 1990-1991
Questa voce raccoglie le informazioni riguardanti l'Unione Calcio Sampdoria nelle competizioni ufficiali della stagione 1990-1991.

## Stagione

I "gemelli del gol" Mancini e Vialli insieme al neoacquisto Mychajlyčenko

Dopo aver vinto la Coppa delle Coppe nella stagione precedente, nell'estate 1990 la Sampdoria procedette all'acquisto del sovietico Oleksij Mychajlyčenko. Nei primi turni di Coppa Italia, i doriani eliminarono il Brescia e la Cremonese; contesero inoltre la Supercoppa UEFA al Milan, vincitore dell'ultima Coppa Campioni, uscendone sconfitti, all'andata finì 1-1 e al ritorno persero 0-2. In campionato i liguri avevano conquistato, a fine ottobre, il comando della classifica battendo gli stessi rossoneri; il titolo d'inverno fu però conquistato dall'Inter che, malgrado la disfatta nello scontro diretto, superò i blucerchiati per due punti a conclusione del girone di andata.
La Sampdoria emerse nella fase di ritorno, in cui nessuna avversaria riuscì ad averne ragione. Sorpassati i nerazzurri a fine febbraio, poche settimane più tardi il Milan cadde a Marassi. All'eliminazione in Coppa delle Coppe, maturata nei quarti di finale, i doriani reagirono mantenendo un vantaggio rassicurante sulle inseguitrici.

I festeggiamenti della squadra per la vittoria dello scudetto

L'allungo decisivo fu piazzato nel mese di maggio, quando la vittoria sull'Inter — unita alla successiva battuta d'arresto dei nerazzurri per mano del Genoa — rese incolmabile il distacco; lo Scudetto, il primo nella storia del club, venne vinto aritmeticamente grazie al 3-0 sull'ormai retrocesso Lecce. Concluso il torneo con 5 punti di margine sulle milanesi, la Sampdoria sfiorò l'accoppiata di trofei: nella finale di Coppa Italia, si arrese però alla Roma.

## Divise e sponsor
Per la stagione 1990-1991 viene introdotto lo sponsor tecnico Asics, e confermato quello ufficiale ERG.
| Casa | Trasferta |

## Rosa
| N. |                   | Ruolo | Calciatore                 |
| -- | ----------------- | ----- | -------------------------- |
|    | Italia (bandiera) | P     | Gianluca Pagliuca          |
|    | Italia (bandiera) | P     | Giulio Nuciari             |
|    | Italia (bandiera) | D     | Moreno Mannini             |
|    | Italia (bandiera) | D     | Pietro Vierchowod          |
|    | Italia (bandiera) | D     | Luca Pellegrini (capitano) |
|    | Italia (bandiera) | D     | Marco Lanna                |
|    | Italia (bandiera) | D     | Giovanni Dall'Igna         |
|    | Italia (bandiera) | D     | Michele Mignani            |
|    | Italia (bandiera) | C     | Ivano Bonetti              |
|    | Italia (bandiera) | C     | Giuseppe Dossena           |

| N. |                             | Ruolo | Calciatore            |
| -- | --------------------------- | ----- | --------------------- |
|    | Brasile (bandiera)          | C     | Toninho Cerezo        |
|    | Italia (bandiera)           | C     | Attilio Lombardo      |
|    | Italia (bandiera)           | C     | Fausto Pari           |
|    | Jugoslavia (bandiera)       | C     | Srečko Katanec        |
|    | Italia (bandiera)           | C     | Giovanni Invernizzi   |
|    | Unione Sovietica (bandiera) | C     | Oleksij Mychajlyčenko |
|    | Italia (bandiera)           | A     | Gianluca Vialli       |
|    | Italia (bandiera)           | A     | Roberto Mancini       |
|    | Italia (bandiera)           | A     | Marco Branca          |
|    | Italia (bandiera)           | A     | Umberto Calcagno      |

## Risultati

### Serie A

#### Girone d'andata
| Arbitro: | Sguizzato (Verona) |

|                |           |  |
| Invernizzi 49’ | Marcatori |  |

| Firenze 16 settembre 1990, ore 10:00 UTC+1 2ª giornata | Fiorentina    | 0 – 0 referto | Sampdoria | Stadio Artemio Franchi (32.836 spett.)\| Arbitro: \| Longhi (Roma) \| |
| Arbitro:                                               | Longhi (Roma) |               |           |                                                                       |

| Arbitro: | Coppetelli (Tivoli) |

|                                |           |            |
| Lombardo 49’ Mychajlyčenko 87’ | Marcatori | 89’ Détári |

| Torino 30 settembre 1990 4ª giornata | Juventus          | 0 – 0 referto | Sampdoria | Stadio delle Alpi (47.116 spett.)\| Arbitro: \| Beschin (Legnago) \| |
| Arbitro:                             | Beschin (Legnago) |               |           |                                                                      |

| Parma 7 ottobre 1990 5ª giornata | Parma              | 0 – 0 referto | Sampdoria | Stadio Ennio Tardini (16.840 spett.)\| Arbitro: \| Stafoggia (Pesaro) \| |
| Arbitro:                         | Stafoggia (Pesaro) |               |           |                                                                          |

| Arbitro: | Pairetto (Nichelino) |

|                                                        |           |           |
| De Patre 26’ (aut.) Branca 45’, 71’ Mancini 85’ (rig.) | Marcatori | 43’ Evair |

| Arbitro: | Amendolia (Messina) |

|  |           |            |
|  | Marcatori | 68’ Cerezo |

| Arbitro: | Lo Bello (Siracusa) |

|                                                    |           |                            |
| Mychajlyčenko 8’ Mancini 46’ Vialli 57’ Branca 74’ | Marcatori | 84’ (rig.), 89’ Piovanelli |

| Arbitro: | Magni (Bergamo) |

|                |           |                                  |
| Incocciati 40’ | Marcatori | 41’, 60’ Vialli 45’, 90’ Mancini |

| Arbitro: | Longhi (Roma) |

|                   |           |                       |
| Vialli 49’ (rig.) | Marcatori | 27’ Eranio 74’ Branco |

| Cagliari 2 dicembre 1990, ore 10:00 UTC+1 11ª giornata | Cagliari            | 0 – 0 referto | Sampdoria | Stadio Sant'Elia (25.000 spett.)\| Arbitro: \| Coppetelli (Tivoli) \| |
| Arbitro:                                               | Coppetelli (Tivoli) |               |           |                                                                       |

| Arbitro: | Pezzella (Frattamaggiore) |

|                                   |           |                 |
| Tempestilli 12’ (aut.) Vialli 55’ | Marcatori | 13’ Tempestilli |

| Arbitro: | Lo Bello (Siracusa) |

|               |           |             |
| Răducioiu 28’ | Marcatori | 8’ Lombardo |

| Arbitro: | Stafoggia (Pesaro) |

|                                   |           |           |
| Vialli 1’, 82’ (rig.) Mancini 86’ | Marcatori | 50’ Berti |

| Arbitro: | Ceccarini (Livorno) |

|                   |           |                           |
| Vialli 89’ (rig.) | Marcatori | 21’ (rig.), 87’ Bresciani |

| Arbitro: | D'Elia (Salerno) |

|              |           |  |
| Pasculli 66’ | Marcatori |  |

| Arbitro: | Beschin (Legnago) |

|            |           |          |
| Vialli 51’ | Marcatori | 85’ Sosa |

#### Girone di ritorno
| Arbitro: | Pairetto (Nichelino) |

|  |           |            |
|  | Marcatori | 45’ Branca |

| Arbitro: | Cornieti (Forlì) |

|            |           |  |
| Branca 87’ | Marcatori |  |

| Arbitro: | Lanese (Messina) |

|  |           |                                          |
|  | Marcatori | 43’ Katanec 77’ Vialli 85’ Mychajlyčenko |

| Arbitro: | Amendolia (Messina) |

|                   |           |  |
| Vialli 51’ (rig.) | Marcatori |  |

| Arbitro: | Magni (Bergamo) |

|             |           |  |
| Mancini 90’ | Marcatori |  |

| Arbitro: | Baldas (Trieste) |

|              |           |             |
| Caniggia 79’ | Marcatori | 16’ Katanec |

| Arbitro: | D'Elia (Salerno) |

|                               |           |  |
| Vialli 52’ (rig.) Mancini 70’ | Marcatori |  |

| Arbitro: | Beschin (Legnago) |

|  |           |                                    |
|  | Marcatori | 64’ Mannini 77’ Vialli 78’ Mancini |

| Arbitro: | Trentalange (Torino) |

|                                         |           |                     |
| Cerezo 12’ Vialli 19’, 64’ Lombardo 85’ | Marcatori | 75’ (rig.) Maradona |

| Genova 30 marzo 1991 27ª giornata | Genoa            | 0 – 0 referto | Sampdoria | Stadio Luigi Ferraris (40.161 spett.)\| Arbitro: \| Lanese (Messina) \| |
| Arbitro:                          | Lanese (Messina) |               |           |                                                                         |

| Arbitro: | Nicchi (Arezzo) |

|                        |           |                  |
| Vialli 28’ Mancini 44’ | Marcatori | 71’, 88’ Fonseca |

| Arbitro: | Amendolia (Messina) |

|  |           |                |
|  | Marcatori | 50’ Vierchowod |

| Arbitro: | Luci (Firenze) |

|                                              |           |                          |
| Vierchowod 41’ Mancini 46’ Vialli 75’ (rig.) | Marcatori | 63’ Loseto II 80’ Cucchi |

| Arbitro: | D'Elia (Salerno) |

|  |           |                        |
|  | Marcatori | 60’ Dossena 76’ Vialli |

| Arbitro: | Pezzella (Frattamaggiore) |

|                      |           |                |
| Bresciani 78’ (rig.) | Marcatori | 33’ Invernizzi |

| Arbitro: | Lanese (Messina) |

|                                  |           |  |
| Cerezo 2’ Mannini 13’ Vialli 29’ | Marcatori |  |

| Arbitro: | Chiesa (Milano) |

|                               |           |                                        |
| Marchegiani 1’, 75’ Riedle 9’ | Marcatori | 21’ Vierchowod 38’ (rig.), 48’ Mancini |

### Coppa italia

#### Turni preliminari
| Genova 5 settembre 1990 Secondo turno - Andata         | Sampdoria | 1 – 1    | Brescia | Stadio Luigi Ferraris |
| \| \| \| \| \| Dossena 48’ \| Marcatori \| 45’ Ganz \| |           |          |         |                       |
|                                                        |           |          |         |                       |
| Dossena 48’                                            | Marcatori | 45’ Ganz |         |                       |

| Brescia 12 settembre 1990 Secondo turno - Ritorno                                     | Brescia   | 0 – 4                                               | Sampdoria | Stadio Mario Rigamonti |
| \| \| \| \| \| \| Marcatori \| 21’ Dossena 63’ Mancini 75’ Invernizzi 79’ Lombardo \| |           |                                                     |           |                        |
|                                                                                       |           |                                                     |           |                        |
|                                                                                       | Marcatori | 21’ Dossena 63’ Mancini 75’ Invernizzi 79’ Lombardo |           |                        |

#### Fase finale
| Genova 14 novembre 1990 Ottavi di finale - Andata        | Sampdoria | 1 – 1      | Cremonese | Stadio Luigi Ferraris |
| \| \| \| \| \| Mancini 71’ \| Marcatori \| 2’ Dezotti \| |           |            |           |                       |
|                                                          |           |            |           |                       |
| Mancini 71’                                              | Marcatori | 2’ Dezotti |           |                       |

| Cremona 21 novembre 1990 Ottavi di finale - Ritorno                                                         | Cremonese | 2 – 3                                        | Sampdoria | Stadio Giovanni Zini |
| \| \| \| \| \| Pari 32’ (aut.) Garzilli 78’ \| Marcatori \| 48’ (rig.), 80’ (rig.) Vialli 86’ Invernizzi \| |           |                                              |           |                      |
| |           |                                              |           |                      |
| Pari 32’ (aut.) Garzilli 78’                                                                                | Marcatori | 48’ (rig.), 80’ (rig.) Vialli 86’ Invernizzi |           |                      |

| Arbitro: | Coppetelli (Tivoli) |

|            |           |  |
| Lentini 1’ | Marcatori |  |

| Arbitro: | Lo Bello (Siracusa) |

|                                                         |                      |                                                 |
| Bonetti 40’                                             | Marcatori            |                                                 |
| Vialli Vierchowod Cerezo Mychajlyčenko Mancini Lombardo | Tiri di rigore 4 – 2 | Cravero Policano Mussi Baggio Bresciani Lentini |

| Napoli 12 marzo 1991 Semifinale - Andata       | Napoli    | 1 – 0 | Sampdoria | Stadio San Paolo |
| \| \| \| \| \| Maradona 22’ \| Marcatori \| \| |           |       |           |                  |
|                                                |           |       |           |                  |
| Maradona 22’                                   | Marcatori |       |           |                  |

| Genova 3 aprile 1991 Semifinale - Ritorno                          | Sampdoria | 2 – 0 | Napoli | Stadio Luigi Ferraris |
| \| \| \| \| \| Vialli 27’ (rig.) Invernizzi 88’ \| Marcatori \| \| |           |       |        |                       |
|                                                                    |           |       |        |                       |
| Vialli 27’ (rig.) Invernizzi 88’                                   | Marcatori |       |        |                       |

| Arbitro: | Pairetto (Nichelino) |

|                                               |           |             |
| Pellegrini 12’ (aut.) Berthold 35’ Völler 40’ | Marcatori | 29’ Katanec |

| Arbitro: | Pezzella (Frattamaggiore) |

|                   |           |                   |
| Aldair 79’ (aut.) | Marcatori | 56’ (rig.) Völler |

### Coppa delle Coppe
| Arbitro: | Blankenstein |

|           |           |  |
| Kuntz 75’ | Marcatori |  |

| Arbitro: | Midgley |

|                              |           |  |
| Mancini 6’ (rig.) Branca 75’ | Marcatori |  |

| Arbitro: | Courtney |

|  |           |             |
|  | Marcatori | 53’ Katanec |

| Arbitro: | Aladrén |

|                              |           |                 |
| Branca 17’, 66’ Lombardo 29’ | Marcatori | 62’ Drakopoulos |

| Arbitro: | Muhmenthaler |

|             |           |  |
| Czykier 44’ | Marcatori |  |

| Arbitro: | Ziller |

|                        |           |                    |
| Mancini 67’ Vialli 88’ | Marcatori | 19’, 54’ Kowalczyk |

### Supercoppa UEFA
| Arbitro: | Rosa dos Santos |

|                   |           |           |
| Mychajlyčenko 31’ | Marcatori | 40’ Evani |

| Arbitro: | Petrović |

|                         |           |  |
| Gullit 44’ Rijkaard 76’ | Marcatori |  |

## Statistiche

### Statistiche di squadra
| Competizione      | Punti | In casa | In casa | In casa | In casa | In casa | In casa | In trasferta | In trasferta | In trasferta | In trasferta | In trasferta | In trasferta | Totale | Totale | Totale | Totale | Totale | Totale | DR  |
| Competizione      | Punti | G       | V       | N       | P       | Gf      | Gs      | G            | V            | N            | P            | Gf           | Gs           | G      | V      | N      | P      | Gf     | Gs     | DR  |
| ----------------- | ----- | ------- | ------- | ------- | ------- | ------- | ------- | ------------ | ------------ | ------------ | ------------ | ------------ | ------------ | ------ | ------ | ------ | ------ | ------ | ------ | --- |
| Serie A           | 51    | 17      | 13      | 2       | 2       | 37      | 16      | 17           | 7            | 9            | 1            | 20           | 8            | 34     | 20     | 11     | 3      | 57     | 24     | +33 |
| Coppa Italia      | -     | 5       | 2       | 3       | 0       | 6       | 3       | 5            | 2            | 0            | 3            | 8            | 7            | 10     | 4      | 3      | 3      | 14     | 10     | +4  |
| Coppa delle Coppe | -     | 3       | 2       | 1       | 0       | 7       | 3       | 3            | 1            | 0            | 2            | 1            | 2            | 6      | 3      | 1      | 2      | 8      | 5      | +3  |
| Supercoppa UEFA   | -     | 1       | 0       | 1       | 0       | 1       | 1       | 1            | 0            | 0            | 1            | 0            | 2            | 2      | 0      | 1      | 1      | 1      | 3      | -2  |
| Totale            | -     | 26      | 17      | 7       | 2       | 51      | 23      | 26           | 10           | 9            | 7            | 29           | 19           | 52     | 27     | 16     | 9      | 80     | 42     | +38 |

### Andamento in campionato
| Giornata  | 1 | 2 | 3 | 4 | 5 | 6 | 7 | 8 | 9 | 10 | 11 | 12 | 13 | 14 | 15 | 16 | 17 | 18 | 19 | 20 | 21 | 22 | 23 | 24 | 25 | 26 | 27 | 28 | 29 | 30 | 31 | 32 | 33 | 34 |
| --------- | - | - | - | - | - | - | - | - | - | -- | -- | -- | -- | -- | -- | -- | -- | -- | -- | -- | -- | -- | -- | -- | -- | -- | -- | -- | -- | -- | -- | -- | -- | -- |
| Luogo     | C | T | C | T | T | C | T | C | T | C  | T  | C  | T  | C  | C  | T  | C  | T  | C  | T  | C  | C  | T  | C  | T  | C  | T  | C  | T  | C  | T  | T  | C  | T  |
| Risultato | V | N | V | N | N | V | V | V | V | P  | N  | V  | N  | V  | P  | P  | N  | V  | V  | V  | V  | V  | N  | V  | V  | V  | N  | N  | V  | V  | V  | N  | V  | N  |
| Posizione | 4 | 5 | 4 | 3 | 3 | 3 | 1 | 1 | 1 | 1  | 1  | 1  | 1  | 1  | 1  | 4  | 3  | 3  | 2  | 1  | 1  | 1  | 2  | 2  | 1  | 1  | 1  | 1  | 1  | 1  | 1  | 1  | 1  | 1  |

Legenda:

Luogo: C = Casa; T = Trasferta. Risultato: V = Vittoria; N = Pareggio; P = Sconfitta.

### Statistiche dei giocatori
| Giocatore        | Serie A  | Serie A | Serie A     | Serie A    | Coppa Italia | Coppa Italia | Coppa Italia | Coppa Italia | Coppa delle Coppe | Coppa delle Coppe | Coppa delle Coppe | Coppa delle Coppe | Supercoppa UEFA | Supercoppa UEFA | Supercoppa UEFA | Supercoppa UEFA | Totale   | Totale | Totale      | Totale     |
| Giocatore        | Presenze | Reti    | Ammonizioni | Espulsioni | Presenze     | Reti         | Ammonizioni  | Espulsioni   | Presenze          | Reti              | Ammonizioni       | Espulsioni        | Presenze        | Reti            | Ammonizioni     | Espulsioni      | Presenze | Reti   | Ammonizioni | Espulsioni |
| ---------------- | -------- | ------- | ----------- | ---------- | ------------ | ------------ | ------------ | ------------ | ----------------- | ----------------- | ----------------- | ----------------- | --------------- | --------------- | --------------- | --------------- | -------- | ------ | ----------- | ---------- |
| I. Bonetti       | 25       | 0       | 2           | 0          | 9            | 1            | 0            | 0            | 2                 | 0                 | 0                 | 1                 | 1               | 0               | 0               | 0               | 37       | 1      | 2           | 1          |
| M. Branca        | 20       | 5       | 1           | 0          | 7            | 0            | 0            | 0            | 5                 | 3                 | 0                 | 0                 | 2               | 0               | 0               | 0               | 34       | 8      | 1           | 0          |
| U. Calcagno      | 2        | 0       | 0           | 0          | 4            | 0            | 0            | 0            | 0                 | 0                 | 0                 | 0                 | 0               | 0               | 0               | 0               | 6        | 0      | 0           | 0          |
| T. Cerezo        | 12       | 3       | 3           | 0          | 4            | 0            | 0            | 0            | 5                 | 0                 | 0                 | 0                 | 0               | 0               | 0               | 0               | 21       | 3      | 3           | 0          |
| G. Dall'Igna     | 0        | 0       | 0           | 0          | 1            | 0            | 0            | 0            | 0                 | 0                 | 0                 | 0                 | 0               | 0               | 0               | 0               | 1        | 0      | 0           | 0          |
| G. Dossena       | 34       | 1       | 0           | 0          | 7            | 2            | 0            | 0            | 6                 | 0                 | 0                 | 0                 | 2               | 0               | 0               | 0               | 49       | 3      | 0           | 0          |
| G. Invernizzi    | 31       | 2       | 3           | 0          | 9            | 3            | 0            | 0            | 4                 | 0                 | 0                 | 0                 | 1               | 0               | 1               | 0               | 45       | 5      | 4           | 0          |
| S. Katanec       | 26       | 2       | 1           | 0          | 6            | 1            | 0            | 0            | 5                 | 1                 | 0                 | 0                 | 1               | 0               | 0               | 0               | 38       | 4      | 1           | 0          |
| M. Lanna         | 26       | 0       | 1           | 0          | 8            | 0            | 2            | 0            | 5                 | 0                 | 0                 | 1                 | 2               | 0               | 0               | 0               | 41       | 0      | 3           | 1          |
| A. Lombardo      | 32       | 3       | 0           | 0          | 8            | 1            | 0            | 0            | 6                 | 1                 | 0                 | 0                 | 2               | 0               | 0               | 0               | 48       | 5      | 0           | 0          |
| R. Mancini       | 30       | 12      | 2           | 2          | 10           | 2            | 0            | 0            | 5                 | 2                 | 0                 | 0                 | 2               | 0               | 1               | 0               | 47       | 16     | 3           | 2          |
| M. Mannini       | 26       | 2       | 1           | 0          | 7            | 0            | 0            | 0            | 5                 | 0                 | 0                 | 0                 | 1               | 0               | 0               | 0               | 39       | 2      | 1           | 0          |
| M. Mignani       | 1        | 0       | 1           | 0          | 0            | 0            | 0            | 0            | 0                 | 0                 | 0                 | 0                 | 0               | 0               | 0               | 0               | 1        | 0      | 1           | 0          |
| O. Mychajlyčenko | 24       | 3       | 1           | 1          | 8            | 0            | 1            | 0            | 5                 | 0                 | 1                 | 0                 | 2               | 1               | 0               | 0               | 39       | 4      | 3           | 1          |
| G. Nuciari       | 2        | -2      | 0           | 0          | 0            | 0            | 0            | 0            | 0                 | 0                 | 0                 | 0                 | 0               | 0               | 0               | 0               | 2        | -2     | 0           | 0          |
| G. Pagliuca      | 32       | -22     | 1           | 0          | 10           | -10          | 0            | 0            | 6                 | -5                | 1                 | 0                 | 2               | -3              | 0               | 0               | 50       | -40    | 2           | 0          |
| F. Pari          | 33       | 0       | 1           | 0          | 10           | 0            | 0            | 1            | 6                 | 0                 | 0                 | 0                 | 2               | 0               | 0               | 0               | 51       | 0      | 1           | 1          |
| L. Pellegrini    | 15       | 0       | 0           | 0          | 2            | 0            | 1            | 0            | 2                 | 0                 | 0                 | 0                 | 2               | 0               | 0               | 0               | 21       | 0      | 1           | 0          |
| G. Vialli        | 26       | 19      | 0           | 0          | 7            | 3            | 1            | 0            | 3                 | 1                 | 0                 | 0                 | 1               | 0               | 0               | 0               | 37       | 23     | 1           | 0          |
| P. Vierchowod    | 30       | 3       | 0           | 0          | 10           | 0            | 1            | 0            | 4                 | 0                 | 1                 | 0                 | 1               | 0               | 0               | 0               | 45       | 3      | 2           | 0          |